# Kay Worthington
Kay Frances Worthington (Toronto, 21 december 1959) is een voormalig Canadees roeister. Worthington maakte haar debuut tijdens de Wereldkampioenschappen roeien 1981 met een vierde plaats in de acht. Worthington maakte haar Olympisch debuut met een vierde plaats tijden de Olympische Zomerspelen 1984. Worthington deed voor de tweede maal deel aan de Olympische Zomerspelen 1988 met een zevende plaat in de dubbel-twee. Voor de Olympische Zomerspelen 1992 verving Worthington op het laatste moment Jennifer Walinga. Tijdens deze Olympische spelen won Worthington goud in de vier-zonder en in de acht. Na afloop van de Olympische Zomerspelen 1992 beëindigde Worthington haar carrière. Haar man Mike Teti won tijdens de Olympische Zomerspelen 1988 de bronzen medaille in de acht voor de Verenigde Staten

## Resultaten
- Wereldkampioenschappen roeien 1981 in München 4e in de acht
- Wereldkampioenschappen roeien 1983 in Duisburg 4e in de acht
- Olympische Zomerspelen 1984 in Los Angeles 4e in de acht
- Wereldkampioenschappen roeien 1985 in Hazewinkel 7e in de dubbel-vier
- Wereldkampioenschappen roeien 1986 in Nottingham 5e in de acht
- Wereldkampioenschappen roeien 1987 in Kopenhagen 4e in de skiff
- Olympische Zomerspelen 1988 in Seoel 7e in de dubbel-twee
- Olympische Zomerspelen 1992 in Barcelona  in de vier-zonder
- Olympische Zomerspelen 1992 in Barcelona  in de acht

1992: Kirsten Barnes & Brenda Taylor &  Jessica Monroe & Kay Worthington ·
2020: Lucy Stephan & Rosemary Popa & Jessica Morrison & Annabelle McIntyre ·
2024: Marloes Oldenburg & Hermijntje Drenth & Tinka Offereins & Benthe Boonstra
1976: Goretzki & Knetsch & Richter & Ahrenholz & Kallies & Ebert & Lehmann & Müller & Wilke ·
1980: Boesler & Neisser & Köpke & Schütz & Kühn & Richter & Sandig & Metze & Wilke ·
1984: O'Steen & Metcalf & Bower & Graves & Flanagan & Norelius & Thorsness & Keeler & Beard ·
1988: Strauch & Zeidler & Haacker & Wild & Kluge & Schröer & Balthasar & Stange & Neunast ·
1992: Barnes & Taylor & Delehanty & Crawford & McBean & Worthington & Monroe & Heddle & Thompson ·
1996: Tănase & Cochelea & Gafencu & Spîrcu & Olteanu & Lipă & Popescu & Ignat & Georgescu ·
2000: Damian & Susanu & Olteanu & Cochelea & Dumitrache & Lipă & Gafencu & Ignat & Georgescu ·
2004: Florea & Susanu & Bărăscu & Papuc & Gafencu & Lipă & Damian & Ignat & Georgescu ·
2008: Cafaro & Cummins & Davies & Francia & Goodale & Lind & Logan & Shoop & Whipple ·
2012: Cafaro & Francia & Lofgren & Ritzel, Musnicki & Logan & Lind, Davies & Whipple ·
2016: Elmore & Gobbo & Logan & Musnicki, Polk & Regan & Schmetterling & Simmonds & Snyder ·
2020: Roman & Gruchalla-Wesierski & Roper & Proske & Grainger & Mailey & Payne & Wasteneys & Kit ·
2024: Rusu & Anghel & Bodnar & Lehaci & Adam & Bereș & Vrînceanu & Radiș & Petreanu